# 존 배너

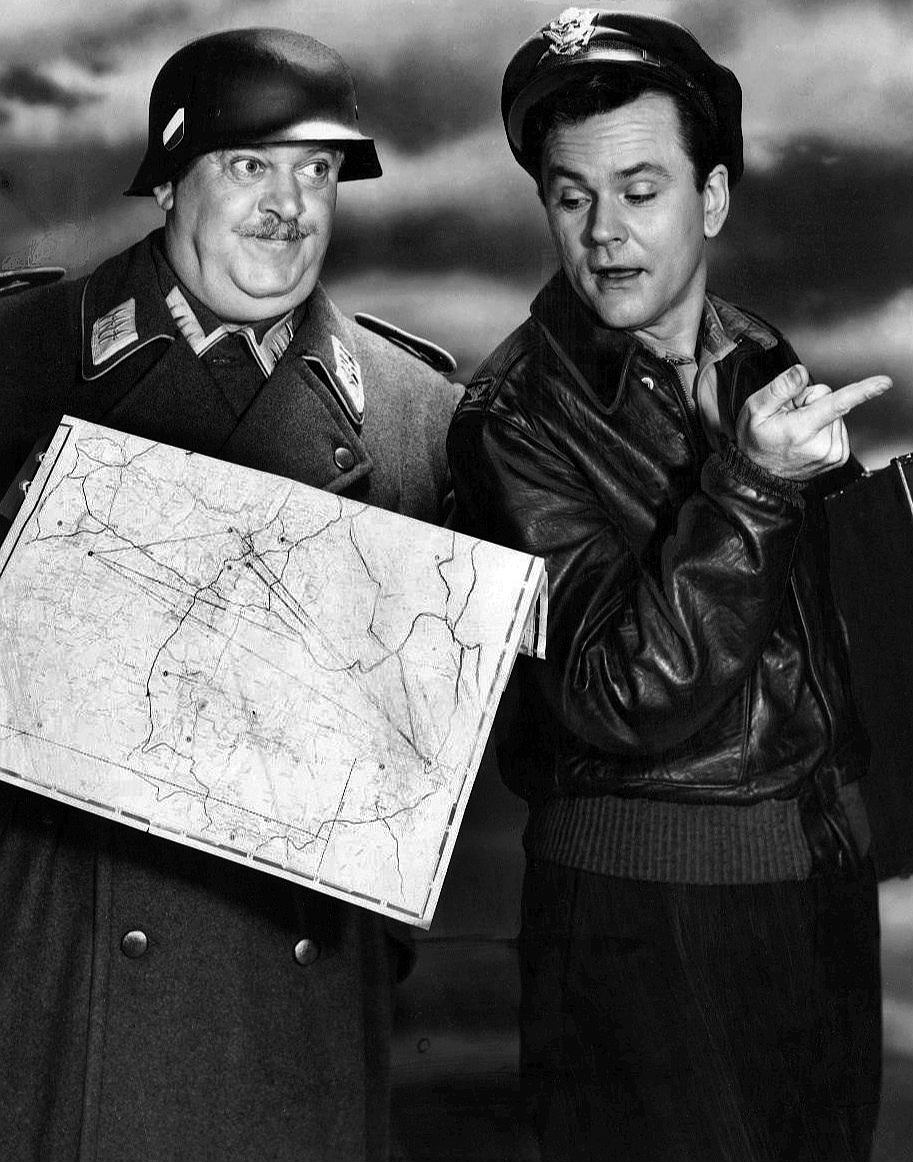

존 배너(John Banner, 1910년 1월 28일 ~ 1973년 1월 28일)는 미국의 배우, 텔레비전 배우, 영화배우이다.
빈에서 태어났으며 빈에서 사망하였다.

## 방송
- 호간의 영웅들

## 영화
- 호간의 영웅들 (1965년)
- 36시간 (1964년)
- 베드타임 스토리 (1964년)
- 히틀러 (1962년)
- 룻 이야기 (1960년)
- 원더풀 컨츄리 (1959년)
- 포일라인 (1958년)
- 록키 존스, 스페이스 레인저 (1954년)
- 이그젝티브 쉬트 (1954년)
- 고 포 브로크 (1951년)
- 솔로몬 왕의 보고 (1950년)
- 투 더 빅터 (1948년)